# All'improvviso
All'improvviso (Tan de repente) è un film del 2002 diretto da Diego Lerman. Girato in bianco e nero, concepito come un road movie, il film è interpretato da un cast in prevalenza femminile. Il soggetto è in parte ispirato al romanzo La prueba, di César Aira.

## Trama
Marcia (Tatiana Saphir) è impiegata come commessa di un negozio di lingerie di Buenos Aires. Un giorno, andando al lavoro, cattura l'attenzione di una donna punk di nome Mao, che si trova per strada con la sua compagna Lenin, entrambe lesbiche. Marcia, dapprima intimorita dalle avance di Mao, inizia a fare amicizia con le due ragazze...

## Riconoscimenti
- 2002. Premio per le migliori attrici al Festival internazionale del nuovo cinema latino-americano dell'Avana.
- 2002. Premio del pubblico al Festival internazionale del cinema indipendente di Buenos Aires.
- 2002. Premio Don Chisciotte per  la regia, Pardo d'argento alla produzione, menzione speciale per gli attori Festival internazionale del film di Locarno.
- 2002. Premio della Fédération internationale de la presse cinématographique (FIPRESCI) alla Viennale.
- 2003. Tulipano d'oro per il miglior film straniero all'International Istanbul Film Festival di Istanbul.